# Anton Gustafsson
Johan Gustaf Anton Gustafsson (Svédország, Stockholm, 1877. február 6. – 1944.) az 1906-os nem hivatalos olimpiai játékokon bronzérmet nyert svéd kötélhúzó.
Az 1906. évi nyári olimpiai játékokon indult kötélhúzásban. Egyenes kieséses volt a verseny. Az első körben kikaptak a görögöktől, majd a bronzmérkőzésen megverték az osztrákokat.